# جوك ماكناب
جوك ماكناب (بالإنجليزية: Jock McNab)‏ (17 أبريل 1894 - 2 يناير 1949) هو لاعب كرة قدم بريطاني (وحمل سابقاً جنسية المملكة المتحدة لبريطانيا العظمى وأيرلندا) في مركز نصف الجناح. لعب مع نادي ليفربول.